# Jonathan Kennard

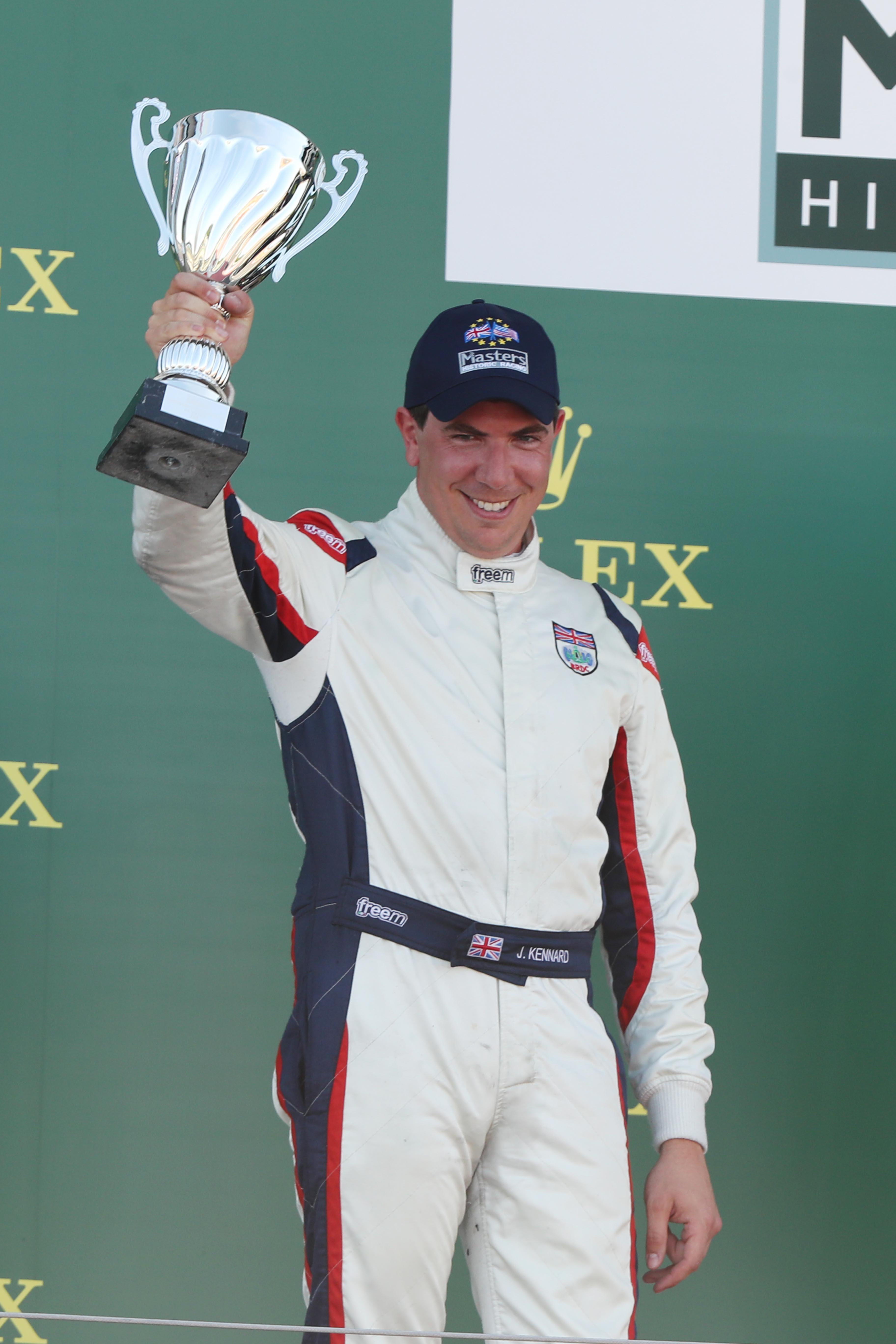
Jonathan Kennard

Jonathan Kennard (nasceu a 26 de Junho de 1985 em Tunbridge Wells, Inglaterra) é um piloto de automobilismo britânico. Venceu já 2 campeonatos, a Fórmula Palmer Audi em 2004 e o Troféu de Inverno da Fórmula Palmer Audi de 2003. Fez também vários testes para a equipa WilliamsF1.
Venceu várias corridas na Classe Nacional da F3 Britânica (2005) e na Classe Campeonato da mesma competição (2007). Também esteve na F3 Masters, em Zolder, em 2007, e no Grande Prêmio de Macau do mesmo ano.
Em 2009 correu na Superleague Fórmula para a A.S. Roma, a contar para a temporada de 2009. Contudo, foi substituído por Franck Perera a meio da época. Regressou ao campeonato para pilotar para o CR Flamengo na ronda de Monza, para substituir Enrique Bernoldi, que tinha compromissos no campeonato FIA GT.

## Resultados

### Sumário da Carreira
| Temporada | Campeonato                                    | Equipa                     | Corridas         | Vitórias         | Poles            | Voltas mais rápidas | Pódios           | Pontos           | Posição          |
| --------- | --------------------------------------------- | -------------------------- | ---------------- | ---------------- | ---------------- | ------------------- | ---------------- | ---------------- | ---------------- |
| 2002      | T Cars                                        | ?                          | ?                | ?                | ?                | ?                   | ?                | ?                | 6º               |
| 2003      | Fórmula Renault 2.0 Reino Unido Winter Séries | Manor Motorsport           | ?                | ?                | ?                | ?                   | ?                | 0                | NC               |
| 2003      | Fórmula Palmer Audi Troféu de Outono          | ?                          | 4                | 2                | 3                | ?                   | 4                | 86               | 1º               |
| 2003      | Fórmula Palmer Audi                           | ?                          | 12               | 1                | 1                | ?                   | 4                | 139              | 6º               |
| 2004      | Fórmula Palmer Audi                           | ?                          | 12               | 4                | 10               | ?                   | 9                | 224              | 1º               |
| 2005      | Fórmula 3 Britânica Classe Nacional           | Alan Docking Racing        | 22               | 1                | 0                | 2                   | 10               | 233              | 3º               |
| 2006      | Fórmula 3 Britânica                           | Alan Docking Racing        | 22               | 0                | 0                | 0                   | 0                | 36               | 12º              |
| 2006      | Grande Prêmio de Macau                        | Alan Docking Racing        | 1                | 0                | 0                | 0                   | 0                | N/A              | 16º              |
| 2007      | Fórmula 3 Britânica                           | Räikkönen Robertson Racing | 22               | 1                | 2                | 3                   | 5                | 130              | 6º               |
| 2007      | Grande Prêmio de Macau                        | Räikkönen Robertson Racing | 1                | 0                | 0                | 0                   | 0                | N/A              | NC               |
| 2007      | Masters of Fórmula 3                          | Räikkönen Robertson Racing | 1                | 0                | 0                | 0                   | 0                | N/A              | 20º              |
| 2008      | Fórmula 1                                     | WilliamsF1                 | Piloto de Testes | Piloto de Testes | Piloto de Testes | Piloto de Testes    | Piloto de Testes | Piloto de Testes | Piloto de Testes |
| 2009      | Superleague Fórmula                           | A.S. Roma                  | 6                | 0                | 0                | 0                   | 0                | 211†             | 13º†             |
| 2009      | Superleague Fórmula                           | CR Flamengo                | 2                | 0                | 0                | 0                   | 0                | 191†             | 16º†             |
| 2009      | International Formula Master                  | Team JVA                   | 2                | 0                | 0                | 0                   | 0                | 4                | 14º              |

† - Classificação de equipas.

### Superleague Fórmula
| Ano  | Clube       | Equipa de Corridas | 1      | 2      | 3      | 4     | 5     | 6      | 7   | 8   | 9      | 10     | 11  | 12  | Rank | Pts |
| ---- | ----------- | ------------------ | ------ | ------ | ------ | ----- | ----- | ------ | --- | --- | ------ | ------ | --- | --- | ---- | --- |
| 2009 | A.S. Roma   | Azerti Motorsport  | MAG 15 | MAG 14 | ZOL 11 | ZOL 5 | DON 7 | DON 10 | EST | EST | MOZ    | MOZ    | JAR | JAR | 13º  | 211 |
| 2009 | CR Flamengo | Azerti Motorsport  | MAG    | MAG    | ZOL    | ZOL   | DON   | DON    | EST | EST | MOZ 17 | MOZ 18 | JAR | JAR | 16º  | 191 |

#### Resultados em Super Final
| Ano  | Clube       | Equipa de Corrida | 1       | 2       | 3       | 4   | 5       | 6   |
| ---- | ----------- | ----------------- | ------- | ------- | ------- | --- | ------- | --- |
| 2009 | A.S. Roma   | Azerti Motorsport | MAG DNQ | ZOL N/A | DON DNQ | EST | MOZ     | JAR |
| 2009 | CR Flamengo | Azerti Motorsport | MAG     | ZOL     | DON     | EST | MOZ N/A | JAR |